# Smaltjärnen (Nås socken, Dalarna)
Smaltjärnen är en sjö i Vansbro kommun i Dalarna och ingår i Dalälvens huvudavrinningsområde. Sjön har en area på 0,147 kvadratkilometer och ligger 384,3 meter över havet.

## Delavrinningsområde
Smaltjärnen ingår i det delavrinningsområde (668633-141796) som SMHI kallar för Ovan 668672-141958. Medelhöjden är 385 meter över havet och ytan är 9,63 kvadratkilometer. Räknas de 8 avrinningsområdena uppströms in blir den ackumulerade arean 66,68 kvadratkilometer. Noret (Kölaråsälven) som avvattnar avrinningsområdet har biflödesordning 3, vilket innebär att vattnet flödar genom totalt 3 vattendrag innan det når havet efter 317 kilometer. Avrinningsområdet består mestadels av skog (74 procent) och sankmarker (14 procent). Avrinningsområdet har 0,11 kvadratkilometer vattenytor vilket ger det en sjöprocent på 1,1 procent.